# Mala Roztoka
Mala Roztoka, česky také jen Roztoka, ukrajinsky Мала Розтока, maďarsky Szőllősrosztoka, je část obce Dubrivka,  v Iršavské městské komunitě (hromadě), v okrese Chust, v Zakarpatské oblasti Ukrajiny. V roce 2025 žilo v Male Roztoce 510  obyvatel.

## Historie
První písemná zmínka o této vsi pochází z roku 1631. Do uzavření Trianonské smlouvy byla ves součástí Uherska, poté byla součástí Československa. Za první československé republiky zde byla zřízena obecní škola, ve které byly děti vyučovány v jejich rodném jazyce, tj. v rusínštině. Od 15. dubna 1939 byla součástí samostatného státu Karpatská Ukrajina; za několik dní pak bylo Zakarpatí obsazeno maďarskými vojsky. Od roku 1945 byla součástí Ukrajinské sovětské socialistické republiky, která byla součástí SSSR. Od roku 1991 je součástí nezávislé Ukrajiny.